# Service de renseignement de l'armée (Autriche)
Pour les articles homonymes, voir Service de renseignement de l’armée.
Le Service de renseignement de l’armée (en allemand : Heeresnachrichtenamt) est le service de renseignement de l’armée autrichienne. Il collecte le renseignement sur les opérations militaires ayant lieu à l’étranger. Ce service dispose de bureaux à Linz, Graz et Klagenfurt.

## Source
- (en) Cet article est partiellement ou en totalité issu de l’article de Wikipédia en anglais intitulé « Heeresnachrichtenamt » (voir la liste des auteurs).